# Information Technology Infrastructure Library
ITIL (ang. Information Technology Infrastructure Library) – zbiór publikacji zawierających najlepsze praktyki zarządzania usługami informatycznymi.
ITIL powstał w latach 80. XX wieku przez Central Computing and Telecommunications Agency (CCTA), do 2010 Office of Government Commerce (OGC), a obecnie Cabinet Office, część Her Majesty's Government (HMG), agencja rządowa w Wielkiej Brytanii. 
W latach 1989–1998 powstały łącznie 34 różne dokumenty, które później nazwano wersją 1. 
W latach 1999–2003 następowały skonsolidowane publikacje wersji 2, które mają strukturę zgodną z zadaniami w ITSM. Wersja 3 (pierwotnie nazywana ITIL V3) została opublikowana 1 czerwca 2007 r., a jej struktura jest teraz oparta na cyklu życia usługi. 
W 2005 r. Stworzono model certyfikacji organizacji zorientowany na ITIL z ISO / IEC 20000: 2005 i zaktualizowany w 2011 r. 29 lipca 2011 r. Opublikowano aktualizację pod tytułem ITIL 2011 Edition. Ostatnia aktualizacja miała miejsce 18 lutego 2019 roku wraz z wydaniem ITIL 4.

## ITIL4
Książka ITIL Foundation of the ITIL 4 Edition przynosi nowe myśli i dalej rozwija istniejącą zawartość. ITIL 4 wymienia dwa kluczowe elementy:
1. System wartości usług ITIL (SVS)
2. Model czterowymiarowy

System wartości usług ITIL
Pierwszy kluczowy element ITIL 4 Edition definiuje Service Value System (SVS). ITIL wymienia następujące pięć podstawowych składników ITIL SVS:
1. Łańcuch wartości usług ITIL
  - Łańcuch wartości usług opisuje model operacyjny obejmujący sześć działań:
    - Planowanie (plan) - działanie zapewnia ogólne planowanie w ramach czterowymiarowego modelu, wszystkich produktów i usług w całej organizacji, co wynika ze wspólnego zrozumienia wizji, obecnego stanu i sugestii ulepszeń.
    - Ulepsz - ta aktywność zapewnia ciągłe doskonalenie produktów, usług, praktyk we wszystkich działaniach związanych z tworzeniem wartości i czterowymiarowym modelu.
    - Zaangażowanie - działanie zapewnia pełny wgląd we wszystkie wymagania przy ciągłej przejrzystości i stałym zaangażowaniu.
    - Projektowanie i transformacja - to działanie zapewnia, że produkty i usługi konsekwentnie spełniają oczekiwania dotyczące jakości, kosztów i gotowości rynkowej.
    - Zaopatrzenie / budowa (zakup / budowa) - Działania te zapewniają, że wszystkie komponenty usługi są dostępne zgodnie z uzgodnioną specyfikacją.
    - Dostawa i wsparcie - Wszystkie usługi muszą być dostarczane i obsługiwane zgodnie z ustalonymi specyfikacjami.
2. Praktyki ITIL
  - Zawartość, wcześniej znana jako procesy ITIL, jest obecnie określana jako praktyki ITIL. Są one podzielone na 14 ogólnych praktyk zarządzania, 17 praktyk zarządzania usługami i trzy praktyki zarządzania technicznego.
3. Zasady przewodnie ITIL
  - Poniższe punkty, które są również wymienione w innych ramach, standardach lub metodach, takich jak Lean, Agile, DevOps, COBIT, PRINCE2 i inne, nazywane są zasadami przewodnimi ITIL 4 i ogólnie zarządzania usługami.
    - Koncentracja na wzroście wartości - zawsze musi nastąpić bezpośredni lub pośredni wzrost wartości.
    - Zacznij od obecnego stanu (Zacznij tam, gdzie jesteś) - dobre umiejętności należy zachować i poprawić w razie potrzeby.
    - Iteracyjny postęp iteracyjny ze sprzężeniem zwrotnym - ulepszenia należy projektować i oceniać w małych, częstych krokach.
    - Rozpoznawalna współpraca i promocja (współpraca i promowanie widoczności) - każda współpraca z zespołami, wnioskodawcami i partnerami musi być przejrzysta.
    - Myśl i pracuj holistycznie - odpowiedzialność jest kompleksowa - w serwisie i SVS.
    - Zachowaj prostotę i praktyczność - zależy to od odpowiedniego zakresu procesów, narzędzi i zasobów.
    - Optymalizuj i automatyzuj - praca ręczna jest podatna na błędy. Interakcje międzyludzkie powinny być używane tylko wtedy, gdy ma to sens i jest konieczne.
4. Zarządzanie
  - Zarządzanie jako system, który kontroluje całą organizację i wyznacza kierunek.
5. Ciągłe doskonalenie usług
  - Istnieją trzy poziomy ciągłego doskonalenia usług w ITIL-SVS:
    - Model ciągłego doskonalenia ITIL znany z poprzednich wersji ITIL.
      - Jaka jest wizja?
      - Gdzie jesteśmy dzisiaj (Gdzie jesteśmy teraz?)
      - Gdzie chcemy być w przyszłości? (Gdzie chcemy być?)
      - Jak się tam dostaniemy? (Jak się tam dostaniemy?)
      - Bądź aktywny (podejmij działanie)
      - Dotarliśmy? (Czy dotarliśmy tam?)
      - Jak utrzymujemy tempo? (Jak utrzymujemy tempo?)

    - Przedstawione tam działanie mające na celu usprawnienie łańcucha wartości usług ITIL.
    - Praktyka ciągłego doskonalenia, która obejmuje codzienne czynności operacyjne i jest opisana w innych praktykach ITIL.

## Model czterowymiarowy
Drugim kluczowym elementem w edycji ITIL 4 jest model czterowymiarowy. Czterowymiarowy model zapewnia kompleksowe podejście do zarządzania usługami. Cztery wymiary cytują poprzednie 4 Ps ITIL (ludzie, produkty, partnerzy, procesy). Każdy element SVS musi uwzględniać następujące wymiary:
1. Organizacja i ludzie
  - Ludzie są kluczowi i każda osoba powinna mieć jasne zrozumienie swojego wkładu w SVS. Organizacja obejmuje formalną strukturę, kulturę korporacyjną oraz odpowiedni poziom zdolności i kompetencji.
2. Informacja i technologia
  - W tym wymiarze brane są pod uwagę wszystkie informacje w usługach i środowisku, w tym wiedza o ich ochronie, kontroli i archiwizacji. Technologia jest głównym motorem sukcesu w zarządzaniu usługami. Może obejmować sztuczną inteligencję, uczenie maszynowe, korzystanie z platform mobilnych, rozwiązań chmurowych, narzędzi do współpracy, zautomatyzowane testowanie i działanie, a także działać jak ciągła integracja / Continuous deployment(inne języki) / Continuous Delivery(inne języki).
3. Partnerzy i dostawcy (partnerzy i dostawcy)
  - Każdy usługodawca korzysta z innych organizacji, aby stworzyć własną propozycję wartości. Twoja własna decyzja strategiczna dotycząca zaangażowania innych jest kontrolowana przez takie czynniki, jak Twoja własna strategia, kultura korporacyjna, krytyczność zasobów, względy kosztowe, Twoja własna znajomość tematu, zewnętrzne specyfikacje i potrzeby.
4. Strumienie wartości i procesy
  - Szereg kroków, które tworzą wartość jako produkt lub usługa, jest postrzegany jako strumień wartości. Organizacja musi mieć definicję strumienia wartości dla każdego produktu i usługi. Procesy i ich działania generują wynik operacji. Procesy stanowią podstawę strumienia wartości. Na usługodawcę wpływają czynniki polityczne, ekonomiczne, społeczne, technologiczne, prawne i ekologiczne.

## PraktykiITIL
Zawartość wcześniej znana jako procesy ITIL jest obecnie opisywana jako 34 praktyki. Stanowią część ITIL-SVS. Każdą praktykę należy rozpatrywać w odniesieniu do sześciu działań w łańcuchu wartości usług ITIL.
Ogólne praktyki zarządzania:
- Zarządzanie strategiczne
- Zarządzanie portfelem
- Zarządzanie architekturą
- Zarządzanie finansami usług
- Zarządzanie personelem i umiejętnościami (zarządzanie siłą roboczą i talentami)
- Ciągłe doskonalenie - operacyjny, codzienny proces doskonalenia zgodny ze strategicznym rozmachem i doskonaleniem łańcucha wartości usług.
- Pomiary porównawcze i raporty (pomiary i raportowanie)
- Zarządzanie ryzykiem - powiązanie z ISO 31000: 2018 Zarządzanie ryzykiem jako podsumowanie wprowadzenia.
- Zarządzanie bezpieczeństwem informacji
- Zarządzanie wiedzą
- Zarządzanie zmianą (zarządzanie zmianą w organizacji)
- Zarządzanie projektami (zarządzanie projektami)
- Zarządzanie relacjami
- Zarządzanie dostawcami (zarządzanie dostawcami)

- Praktyki zarządzania usługami
- Edycja ITIL 4 obejmuje 17 praktyk związanych z zarządzaniem usługami:

- Analiza biznesowa
- Zarządzanie katalogiem usług
- Projektowanie usług
- Zarządzanie poziomem usług
- Zarządzanie dostępnością
- Zarządzanie pojemnością i wydajnością (zarządzanie pojemnością i wydajnością)
- Zarządzanie ciągłością usług
- Monitorowanie i zarządzanie zdarzeniami
- Service Desk
- Zarządzanie incydentami IT (Zarządzanie incydentami)
- Zarządzanie zgłoszeniami serwisowymi
- Zarządzanie problemami
- Zarządzanie wersjami - stanowi ilustrację zarządzania wersjami w środowiskach korzystających z modelu kaskadowego i DevOps.
- Kontrola zmian - poprzednio zarządzanie zmianą
- Walidacja i testowanie usług
- Zarządzanie konfiguracją usług
- Zarządzanie zasobami IT

Praktyki zarządzania technicznego
Trzy praktyki zarządzania technicznego to:
- Dystrybucja oprogramowania (zarządzanie wdrożeniami) - W interakcji z zarządzaniem wersjami i kontrolą zmian opisano działania systemowe w systemach IT oraz w środowiskach chmurowych. Ilustracja przedstawia również różne procedury dotyczące dystrybucji oprogramowania.
- Zarządzanie infrastrukturą IT i platformami IT (zarządzanie infrastrukturą i platformą) - Jeden z głównych punktów opisu jest poświęcony przetwarzaniu w chmurze.
- Tworzenie oprogramowania i zarządzanie nim

## Środowisko
ITIL można sklasyfikować w następującym środowisku:
- Zarządzanie procesami (także zarządzanie procesami biznesowymi, GPM): Definicja i kontrola procesów przedsiębiorstwa.
- Zarządzanie usługami IT (ITSM): Metody niezbędne do uzyskania najlepszego możliwego wsparcia procesów biznesowych (GP) przez organizację IT. Faktycznie standardem jest biblioteka infrastruktury IT (ITIL).
- Zarządzanie usługami biznesowymi (BSM): połączenie między zarządzaniem procesami a ITSM. Zajmuje się relacjami gospodarczymi pomiędzy usługami IT a procesami biznesowymi w firmach.

## Standard / Szkolenie / Egzaminy
Do 2007 roku standard certyfikacji ITIL był kontrolowany przez ITIL Certification Management Board (ICMB), w skład którego wchodziło również forum OGC i itSMF. Od stycznia 2007 do końca 2013 roku APM Group (APMG) była partnerem handlowym w zakresie zatwierdzeń ITIL przez OGC.
1 stycznia 2014 r. Marketing, szkolenie i certyfikacja najlepszych praktyk (w tym ITIL i PRINCE2) Gabinetu zostały przyznane nowo powstałej spółce AXELOS, która powstała jako joint venture pomiędzy Gabinetem a Capita plc.
Egzaminy ITIL są przeprowadzane przez akredytowane organizacje szkoleniowe (ATO). Muszą być akredytowani przez instytut egzaminacyjny (EI) i mogą tam zamawiać egzaminy. W przypadku pozytywnego zdania egzaminu certyfikat wydaje Instytut Egzaminacyjny, który z kolei (od 2014 r.) Musi posiadać akredytację Axelos.
Możliwe jest certyfikowanie pracowników firmy, ale nie firm lub systemów zarządzania jako całkowicie zgodne z ITIL. Jednak firmy, które przestrzegają wytycznych ITIL w zarządzaniu usługami IT, mogą starać się o certyfikację w ramach ISO 20000. Ponadto uporządkowana struktura procesu zgodnie z ITIL często upraszcza akceptację audytów, które nie są bezpośrednio powiązane, oraz innych przeglądów normatywnych opartych na określonej strukturze procesu, takich jak audyty zgodności z ustawą Sarbanes-Oxley.

## Krytyka i problemy w stosowaniu
Według badania MSG Services AG, w którym ankietowano ponad 300 średnich firm, firmy uznały ITIL za niezwykle pomocny dla korporacji, ale zbyt złożony dla średnich i małych firm. Zdaniem większości ankietowanych procesy nie są przeznaczone dla mniejszych firm, są zbyt metodyczne i zbyt długotrwałe. Aby wyjść naprzeciw potrzebom MŚP, większość ankietowanych chciałaby „uproszczonej wersji”, czyli zredukowanej wersji opisów procesów. 
Według raportu Expertplace Consulting, problem z wieloma MŚP polega na tym, że chociaż dużo pieniędzy inwestuje się w koncepcje, nie są one inwestowane pod względem operacyjnym. Jeśli masz trudności, trzymaj się teorii, zamiast szukać praktycznych rozwiązań. 
Według statystyk Compass Germany produktywność firm, które pracują zgodnie z regulacjami ITIL nawet spadła, ponieważ procesy są często wdrażane nieprawidłowo. Krytykę można podsumować następująco: „Rentowności nie da się ocenić w praktyce, w każdym przedsiębiorstwie trzeba wypracować systemową strukturę, klarowność cierpi z powodu braku struktury hierarchicznej, a poprawność może być określona przez sformułowanie w języku naturalnym. nie sprawdzać. "

## BibliotekaITILw wersji 3 opublikowanej w 2007 składa się obecnie z 5 opracowań
Biblioteka ITIL w wersji 3 opublikowanej w 2007 składa się obecnie z 5 opracowań:
- Service Strategy (SS)               Strategia usług: Strategy Generation, Financial Management, Service Portfolio Management, Demand Management
- Service Design (SD)                 Projektowanie usług: Service Catalogue Management, Service Level Management, Capacity Management, Availability Management, IT Service Continuity Management, Information Security Management, Supplier Management
- Service Transition (ST) Przekazanie usług: Transition Planning and Support, Change Management, Service Asset & Configuration Mgmt, Release and Deployment Mgmt, Service Validation and Testing, Evaluation, Knowledge Management
- Service Operation (SO)              Eksploatacja usług: Event Management, Incident Management, Request Fulfilment, Problem Management, Access Management
- Continual Service Improvement (CSI) Ciągła poprawa usług: 7-Step Improvement Process, Service Measurement, Service Reporting

### Publikacje historyczne
Wersja 2 ITIL opublikowana w latach 2000–2001 i uaktualniona w 2005 składała się z następujących opracowań:
- Service Support                          (Wsparcie usług informatycznych)
- Service Delivery                         (Dostarczanie usług informatycznych)
- Planning to Implement Service Management (Planowanie wprowadzenia zarządzania usługami informatycznymi)
- Security Management                      (Zarządzanie bezpieczeństwem informacji)
- The Business Perspective                 (Z perspektywy biznesu)
- ICT Infrastructure Management            (Techniczna obsługa infrastruktury informatycznej)
- Application Management                   (Zarządzanie aplikacjami – cyklem życia aplikacji)
- Software Asset Management                (Zarządzanie programowymi elementami infrastruktury)